# Antocha (Antocha) studiosa
Antocha (Antocha) studiosa is een tweevleugelige uit de familie steltmuggen (Limoniidae). De soort komt voor in het Oriëntaals gebied.